# Phycita roborella
Phycita roborella là một loài bướm đêm thuộc họ Pyralidae. Loài này có ở châu Âu.
Sải cánh dài 24–29 mm. Con trưởng thành bay làm một đợt from the end of tháng 6 đến tháng 9 .
Sâu bướm ăn các loài sồi, apple và pear.

## Hình ảnh

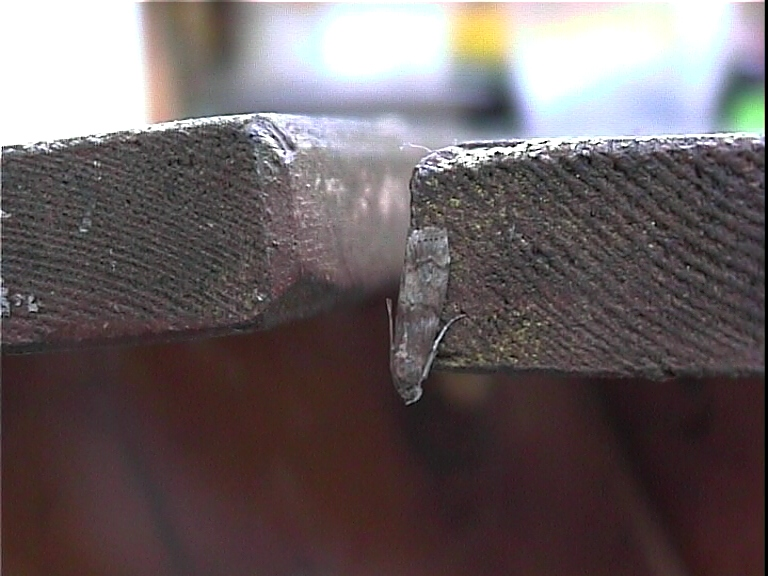